# Ľuboreč
Ľuboreč (allemand : Libertsch,  hongrois : Nagylibercse) est un village de Slovaquie situé dans la région de Banská Bystrica.

## Histoire
La première mention écrite du village date de 1271.

## Démographie

### Évolution de la population
| Année:               | 1994. | 2004.    | 2014.    | 2024.   |
| -------------------- | ----- | -------- | -------- | ------- |
| Nombre de personnes: | 265   | 293      | 333      | 344     |
| Différence:          |       | +10,56 % | +13,65 % | +3,30 % |

| Année:               | 2023. | 2024.   |
| -------------------- | ----- | ------- |
| Nombre de personnes: | 349   | 344     |
| Différence:          |       | -1,43 % |